# 돈워리 뮤직
<돈워리 뮤직>(Don't worry music, 2015)은 K-STAR에서 매주 목요일 방송했던 프로그램이다.(2015년 11월 12일 ~ 2015년 12월 17일) 출연자는 정형돈과 유재환이다. 영국 런던을 여행하며 정형돈은 작사를, 유재환은 작곡을 한다. 개그맨 정형돈이 아닌 작사가 정형돈의 색다른 모습을 볼 수 있다. 프로그램을 통해서 유재환과 EXID솔지가 soul-lip이라는 이름으로 함께 듀엣곡 <오늘은>을 불렀다. 정형돈이 혼자 영국 거리를 걷다가 떠올라 작사한 <걸을까>도 유재환 작곡과 함께 유재환이 불렀다. 
- 총 6부작으로 제작된 프로그램이다.

## 프로그램 소개
하루가 멀다 하고 끊이없이 쏟아져 나오는 노래들, 그리고 이런 현실에 무언가 부족함을 느끼는 정형돈. 
이 부족함을 채우기 위해 유재환과 세계 음악여행을 떠난다.  
영화<비긴 어게인>을 뛰어 넘는 남남 커플의 음악기행. 
시대의 명곡이 탄생하는 전 과정을 담아내는 쇼큐멘터리

## 출연자 소개
- 정형돈
- 유재환
- 솔지

## 회차정보

### 1회
정형돈이 함께 여행을 하고 싶은 사람 브루노마스, 마룬파이브... 한 카페에서 음악 여행 메이트를 기다리는데.. 여행 메이트는 바로 유재환.   
유재환은 <돈워리뮤직> 이전에 <무한도전>에서 박명수와 아이유와 함께 무대를 만들며 출연한 적이 있다.   
정형돈은 유재환의 노래를 들어보고 유재환의 미성에 반하게 된다. 유재환은 해외 경험이 없고 가보고 싶었던 해외 도시로는 런던, 파리 등이 있었다.   
특히 비긴 어게인의 뉴욕의 거리를 런던으로 착각하여 런던을 가보고 싶었다고 한다.   
여행 전 서점에 들러 영국에 대한 서적을 읽으며 공부를 하고 옷가게에 들러 옷을 사며 영국을 갈 채비를 마친다.  

### 2회
유재환의 생일날 촬영이 진행되는데 정형돈은 생일 선물로 유재환이 원하는 소녀시대의 써니와 전화통화 연결로 생일축하노래를 받는다.  
곡의 주제를 사랑노래로 정한다. EXID 메인보컬 솔지가 뮤즈로 등장한다.  
정형돈의 작사, 유재환의 작곡, 솔지의 노래 등 구체적인 계획을 세운다. 솔지의 영어이름의 Soul-G, 유재환의 영어이름 Pill-lip을 합쳐 Soul-lip으로 팀명을 정한다.  
사정상 같이 여행을 가지못하는 솔지를 대신하여 솔지 사진을 패널로 만들어 들고 다니기로 한다.  

### 3회
Soul-lip의 런던 음악 여행, 유재환의 첫 비행! 설레서 잠도 못잔 유재환과 Soul-lip의 런던 여행이 시작된다.  
덤벙대는 재환 걱정으로 여행을 시작한다. 런던에서 재환을 반갑게 맞이하는 현지인이 있었다.  
재환을 보고 아이유를 외치며 전에 무한도전 가요제에 아이유와 함께 무대를 하면서 아이유 팬으로 유명해졌다.  
세계가 주목하는 아이유 Fan 유재환, 세계가 너무 좁다는 등 한류의 인기를 실감한다.  

### 4회
솔지사진 패널을 들고다니며 솔지와 함께 아침 조깅을 하는 재환. 조깅을 마치고 아침재료를 사서 형돈에게로 향한다.  
비오는 날 런던의 거리를 우비를 입고 걸어다니면서 음악 영감을 얻는다. 갑작스럽게 영감이 떠오른 재환 노트에 줄을 긋고 악보를 그려 멜로디를 만든다.  
그리고 작은 전자피아노를 들고 다니며 연주를 한다. 멜로디를 듣고 형돈도 영감이 떠올라 작사를 시작하기 시작한다.   
다시 길거리를 돌아다니며 선물도 사고 영감을 찾으러 다닌다. 영화 <노팅힐>에 나오는 거리를 걸으며 영화의 장면을 따라하면서 다닌다.  

### 5회
영국의 마지막 밤 런던 타워 브릿지를 걷는다. 런던 타워 브릿지에서 솔지에게 전화를 걸어 런던의 느낌을 솔지에게 전해준다.   
한국으로 돌아와 솔지에게 런던에서 사온 선물을 선물하고 노래를 들려준다.   
솔지는 노래를 듣고 눈물을 흘린다.    
박명수는 이 노래를 듣고 자신에게 달라고 할 정도로 좋다고 했다.   

### 6회
박명수의 라디오쇼로 시작을 한다. 라디오쇼의 게스트는 Soul-lip. 솔지와 유재환이 앨범 홍보 겸 박명수의 라디오에 나왔다.
런던을 돌아다니며 만든 솔지와 유재환의 듀엣곡은 <오늘은>이다.
그리고 런던에서 형돈이 재환이 잠시 자리를 비운 사이에 런던 길거리를 같이 걷는 사람들을 보면서 영감을 얻는다. 
그렇게 탄생한 곡이 <걸을까>이다. 처음에는 제목을 <같이 걸을까>로 하려다가 유재환이 가수 이적의 노래제목과 겹친다고 알려주면서 <걸을까>로 수정하였다.

## 곡 목록
- 1. Soul-lip <오늘은>
- 2. Soul-lip <걸을까>